# Joseph Cattarinich
Joseph Jean Stanislas Étienne Cattarinich (13. studenog 1881., Québec (grad), Kanada — 7. prosinca 1938., New Orleans, SAD) bio je kanadski profesionalni igrač hokeja na ledu i lacrossea, dugogodišnji suvlasnik Montréal Canadiensa i poduzetnik hrvatskoga podrijetla.

## Rani život
Njegov otac, Joseph Cattarinich (gdjegdje Catharinich) stariji, rođen je u Malom Lošinju oko 1844. godine u obitelji Katarinić. Upisan je kao Giuseppe Cattarinich u vrijeme Kraljevine Ilirije, odnosno njene primorske pokrajine sa središtem u Trstu. Po zanimanju bio je kapetan duge plovidbe. Promijenio je ime u angliciziranu inačicu preseljenjem u Kanadu nepoznate godine. Oženio se Georgiannom Vallée i dobio jedino dijete, Josepha mlađeg.
Joseph Cattarinich mlađi, poznat pod nadimcima Joe i Jos (a kasnije i Catta), rođen je 1881. u Québecu, glavnom gradu istoimene kanadske pokrajine. Djetinjstvo je proveo u Lévisu, obližnjem gradiću na južnoj obali rijeke sv. Lovre, školujući se i radeći kao uredski pripravnik u tvrtci Louisa Carriera, prvog gradonačelnika Lévisa. U slobodno vrijeme igrao je lacrosse na vrhuncu popularnosti toga sporta i postao toliko umješan da na prijelazu stoljeća seli u Montréal. Počeo je u slabijim momčadima, no 1901. prelazi u Montréal AAA, tadašnje vodeće sportsko udruženje čitavog Québeca s posebnim naglaskom na lacrosse i hokej na ledu. Upravo hokejaška podružnica prva je osvojila Stanleyjev kup 1893.

## Igračka karijera
Cattarinicheva karijera premostila je prijelaz iz amaterskog u profesionalno razdoblje dvaju tradicionalnih kanadskih sportova, hokeja na ledu i lacrossea. Od 1901. do 1905. nastupao je u raznim amaterskim hokejaškim momčadima, ali i prvoj profesionalnoj ligi lacrossea. Poznato je da je Cattarinich od 1906. do 1910. bio istaknut igrač kluba Crosse de Montréal. 1909. upoznao je Léa Danduranda s kojim uskoro pokreće čitav niz poslova.
4. prosinca 1909. osnovan je Le Club de Hockey Le Canadien, najstariji član NHL-a. Štoviše, klub je osam godina stariji od samog natjecanja. Les Canadiens pristupili su NHA-u, ligaškom „pretku” NHL-a, u prvoj godini natjecanja. Cattarinich je 5. siječnja 1910. nastupio na položaju vratara u prvoj službenoj klupskoj utakmici protiv gostujućih „Kraljeva srebra” iz ontarijskog Cobalta, premda nije bio iskusan na vratima. Utakmica je završila pobjedom domaćina od 7 : 6 nakon produžetka, iako je nekoliko dana poslije poništena kako su dvije nove momčadi pristupile natjecanju. U sljedeće tri utakmice primio je još 23 pogotka pa trener-kapetan Jack Laviolette poziva Teddyja Groulxa na gol. Montréal je u prvoj sezoni ostvario dvije pobjede i deset poraza, završivši na posljednjem, sedmom mjestu uz razliku pogodaka 59 : 100.
Riješen „problem vratara”
17. veljače 1910., usred prve sezone NHA-a, Montréal je odigrao prijateljsku utakmicu u Chicoutimiju protiv tamošnje momčadi u svrhu popularizacije nove lige. Amateri, predvođeni sjajnim vratarom Vézinom, pobijedili su favorizirane goste rezultatom 11 : 5 u posljednjoj Cattarinichevoj utakmici. Cattarinich založio se kod dobrog prijatelja Laviolettea da ponudi ugovor mladom vrataru, ali Vézina odbija. Georges Vézina je protagonist brojnih legendi, a jedna od njih jest da je „Leteće Francuze” u toj utakmici ostavio na nuli. Međutim, shutout u najranijim danima organiziranoga hokeja bio je izrazito rijedak, pogotovo u vremenu prije 1918. kada vratari još nisu smjeli klečati ni bacati se po ledu. Kako god ta utakmica završila, Cattarinich, pod dojmom mladog vratara na suprotnom kraju klizališta, deset mjeseci poslije pristupa novom vlasniku Canadiensa, Georgeu Kennedyju, s istim zahtjevom. Vézina pristaje na odlazak u Montréal tek nakon što je i njegovu starijem bratu, napadaču, ponuđena proba. Zadovoljio je samo mlađi istaknuvši se brojnim obranama palicom, svojim zaštitnim znakom tijekom sljedećih 15 sezona i 367 odigranih službenih utakmica zaredom za Montréal.
Cattarinich povlači se iz hokeja na ledu dovođenjem Vézine u klub, a lacrosse igra profesionalno do 1914. i ženidbe.

## Poduzetnička karijera
Cattarinich upoznao je Léa Danduranda 1909. godine. Postali su poslovni partneri, a tiskovine toga vremena prozvale su ih tandemom „Catta—Léo”. Prvim zajedničkim ulaganjem pokrenuli su tvrtku za veleprodaju duhana dok je Cattarinich još bio aktivan igrač lacrossea. Taj unosan posao zaključili su kako je napredovao idući zajednički projekt, izgradnja i vođenje hipodromâ. Cattarinich bio je nositelj interesa u trima trkalištima za konjičke sportove u Montréalu te po jednom u St. Louisu, Clevelandu i New Orleansu. Osim toga, promovirao je konjičke utrke u Tampi i Salt Lake Cityju.
Cattarinichevi poslovni potezi i veze tridesetih godina prošlog stoljeća protezali su se „od južnog SAD-a do Montréala”, a u većini sportova imao je aktivan udjel makar nakratko.

### Montréal Canadiens
1921. godine umro je George Kennedy, dotadašnji vlasnik Canadiensa. Njegova udovica prodala je klub za 11,000 USD Cattarinichu, Dandurandu i Letourneauu. Do dolaska „Trojice mušketira”, kako su ih prozvali tamošnji mediji, Montréal je nastupao u skromnoj dvorani i osvojio jedan Stanleyjev kup. Već 1923. za Montréal potpisuju Howie Morenz i Aurèle Joliat, predvodnici momčadi na putu do osvajanja drugog Kupa. Klub seli 1926. u Montréal Forum, novu dvoranu za preko 10 000 gledatelja u kojoj ostaje sve do 1996. Montréal osvaja dva Stanleyjeva kupa zaredom u sezonama 1929./30. i 1930./31.
Dvojac „Catta—Léo” otkupio je Letourneauov vlasnički udjel za 150,000 USD početkom Velike depresije 1930. Kriza je zahvatila klub koji ranih tridesetih posluje s gubitcima po prvi put za vrijeme njihove vladavine. Drugi NHL-sastav iz Montréala, Maroons, prolazio je kroz jednako teško razdoblje. Cattarinich i Dandurand odbijaju prodati Canadiense clevelandskom trojcu koji imaše namjeru premjestiti franšizu u Ohio 1935., no prihvaćaju ponudu mjesnoga trojca — Gélinas, Forget i Savard ostavili su klub frankofonih Kanađana u domaćim rukama za 175,000 USD. Cattarinich i Dandurand izašli su iz Canadiensa otprilike „na nuli”.

## Osobni život
Ozakonio je dugogodišnju vezu s kvebečkom sugrađankom, Blanche Marie Vermette, vjenčanjem u Montréalu 13. ožujka 1914. Djece nisu imali. Cattarinich bijaše rimokatoličke vjeroispovijesti i liberalnog svjetonazora. Bio je na glasu kao darežljiv, ali ne i bezobziran, s novcem.
Posljednjih nekoliko godina živio je u Outremontu, imućnom naselju sjeverno od središta Montréala. Umro je zbog komplikacija nakon operacije oka u New Orleansu 7. prosinca 1938., mjesec dana nakon 57. rođendana.
Primljen je u Dvoranu slavnih 1977. u kategoriji „graditelja hokejaške igre” (builder).